# Mine de Mimosa
La mine de Mimosa est une mine de platine située dans le centre du Zimbabwe, dans le sud de la province des Midlands (district de Zvishavane). Elle a débuté ses opérations en 1926.